# Cladonia fimbriata
Cladonia fimbriata (L.) Fr., auch Trompetenflechte genannt, ist eine Flechte, die zur Gattung Cladonia gehört.

## Merkmale

### Makroskopische Merkmale
Die gesamte Flechte verfügt – auch im Becher – über eine fein mehlige, sorediöse Oberfläche. Die grundständigen, graugrünlichen Blättchen sind klein und oft nur spärlich vorhanden. Die hohlen, etwa 2 Zentimeter langen, hellgrauen bis leicht grünlichen Stämmchen (Podetien) der Flechte enden ziemlich unvermittelt in pokal- bis trichterförmige Becher. Diese werden bis etwa 4 mm breit und sind auffallend gleichmäßig.

### Tüpfelreaktion
Thallusschuppen und Podetien verfärben sich beim Beträufeln mit para-Phenylendiamin rot (P+).

### Flechteninhaltsstoffe
Fumarprotocetrarsäure.

## Verbreitung und Standort
Cladonia fimbriata ist sehr häufig und kommt europaweit auf sandigen und sandig-lehmigen Böden vor. Zuweilen wächst sie auch auf morschem Holz oder an der Basis von Baumstämmen an hellen, lichtreichen Standorten.

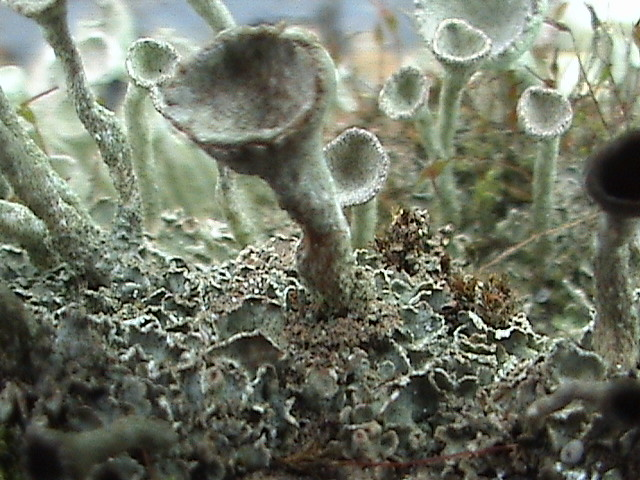
Nahaufnahme des Bechers
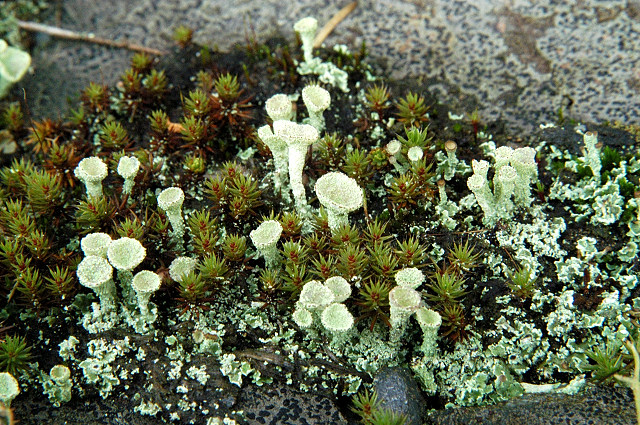
Habitus
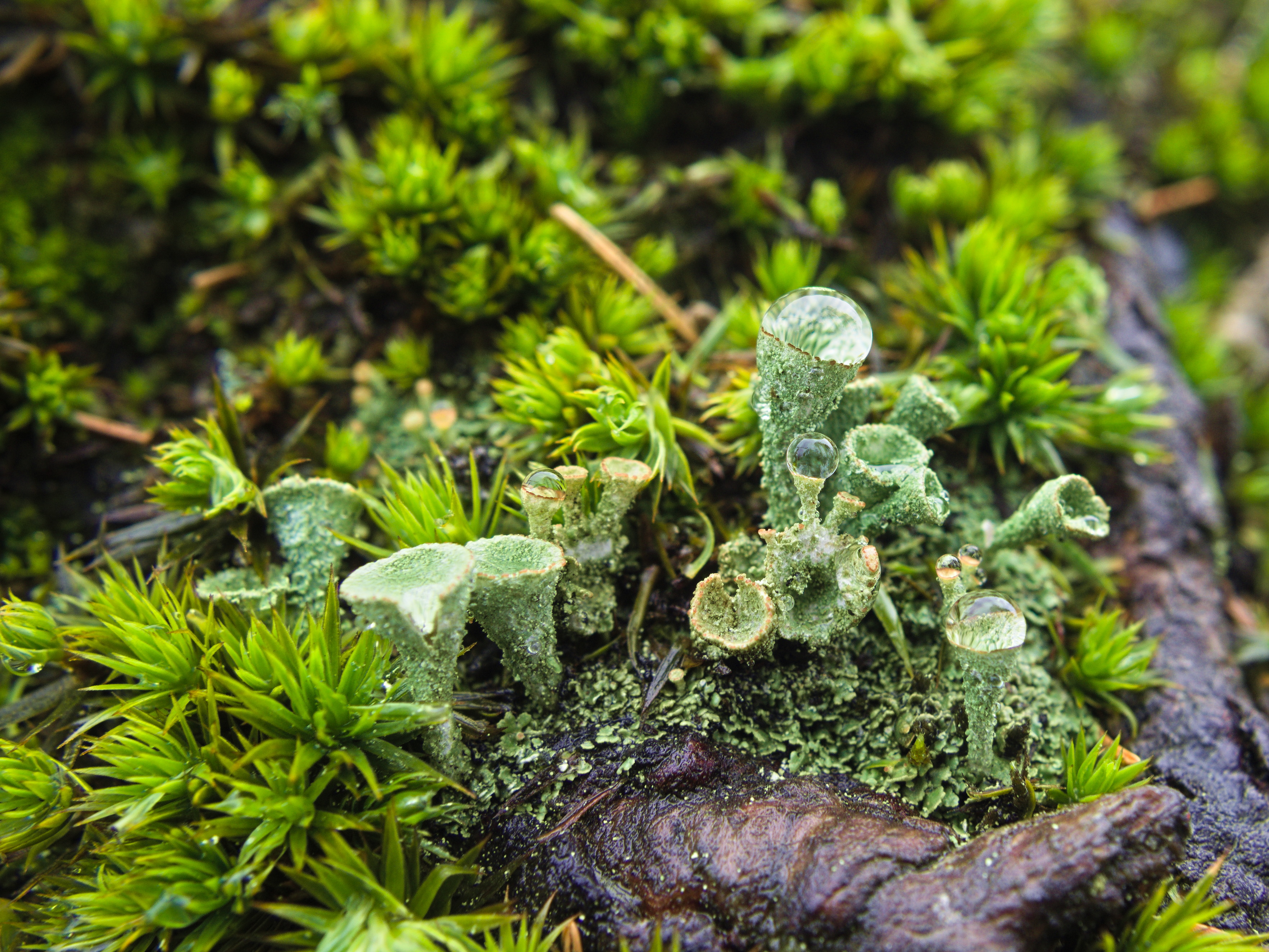
Habitus
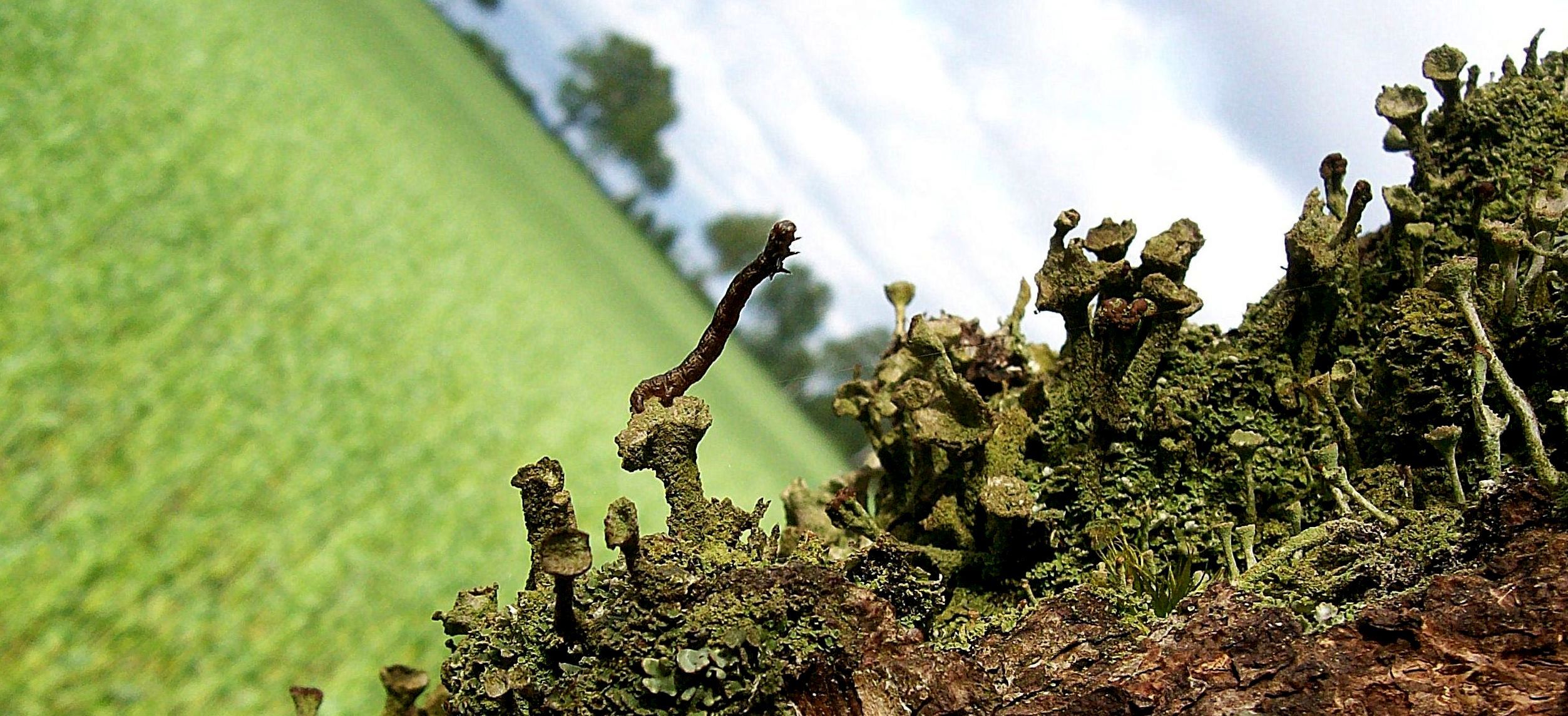
Raupe eines Spanners an einer mit Trompetenflechte bewachsenen Birke im Naturschutzgebiet Lüneburger Heide